# Hogna hereroana
Hogna hereroana là một loài nhện trong họ Lycosidae.
Loài này thuộc chi Hogna. Hogna hereroana được Carl Friedrich Roewer miêu tả năm 1960.